# Herbert McLean Evans
Herbert McLean Evans (23 septembre 1882 - 6 mars 1971) est un anatomiste et embryologiste américain surtout connu pour avoir co-découvert la vitamine E,,,.

## Biographie
Il est né à Modesto, en Californie. En 1908, il obtient son diplôme de médecine à l'Université Johns-Hopkins.
Evans devient professeur agrégé d'anatomie à l'Université Johns-Hopkins. Evans retourne en Californie en 1915 et est nommé professeur d'anatomie à l'Université de Californie à Berkeley, poste qu'il occupe jusqu'à sa mort.
Ses recherches médicales à Berkeley portent sur des problèmes liés à la nutrition humaine, à l'endocrinologie, à l'embryologie et à l'histologie. En 1918, ses recherches sur le nombre de chromosomes humains l'amènent à croire que le nombre est de 48, alors que la plupart des gens supposent que le nombre est beaucoup plus élevé. Ce n'est que plus tard que l'on découvre que le chiffre correct est de 46. Evans a cependant beaucoup plus de succès avec des hormones extraites du lobe antérieur de l'hypophyse. Il isole l'hormone de croissance humaine, qui est essentielle à la croissance et au développement humains. En 1922, avec Katharine Bishop, lors d'expériences d'alimentation sur des rats, il co-découvre la vitamine E nécessaire à la reproduction humaine. Evans devient directeur de l'Institut de biologie expérimentale de Berkeley en 1931. Avec Gladys Anderson Emerson, il rapporte l'isolement de la vitamine E pure à partir de germe de blé en 1937. Il détermine également la formule C 29 H 50 O 2 ,. Evans joue également un rôle déterminant dans le développement de la recherche sur les systèmes reproducteurs avec Miriam Elizabeth Simpson et Choh Hao Li, en étudiant le cycle œstrus des rats.
Evans est également crédité d'avoir développé le bleu d'Evans, une méthode qui détermine le volume sanguin chez les humains et les animaux.
Evans s'intéresse vivement à l'histoire des sciences et est un collectionneur actif de livres rares dans le domaine. Sa collection est ensuite acquise par le Harry Ransom Center de l'Université du Texas à Austin.
Il est décédé à Berkeley, en Californie, à l'âge de 88 ans.